# Laura Du Ry
Laura Anne Du Ry van Beest Holle (Amsterdam, 13 augustus 1992), kortweg Laura Du Ry, is een Nederlands voetbalster die sinds 2012 speelt voor Ajax in de Eredivisie Vrouwen. Eerder speelde ze voor ADO Den Haag, FC Zwolle en Standard Luik.

## Carrière

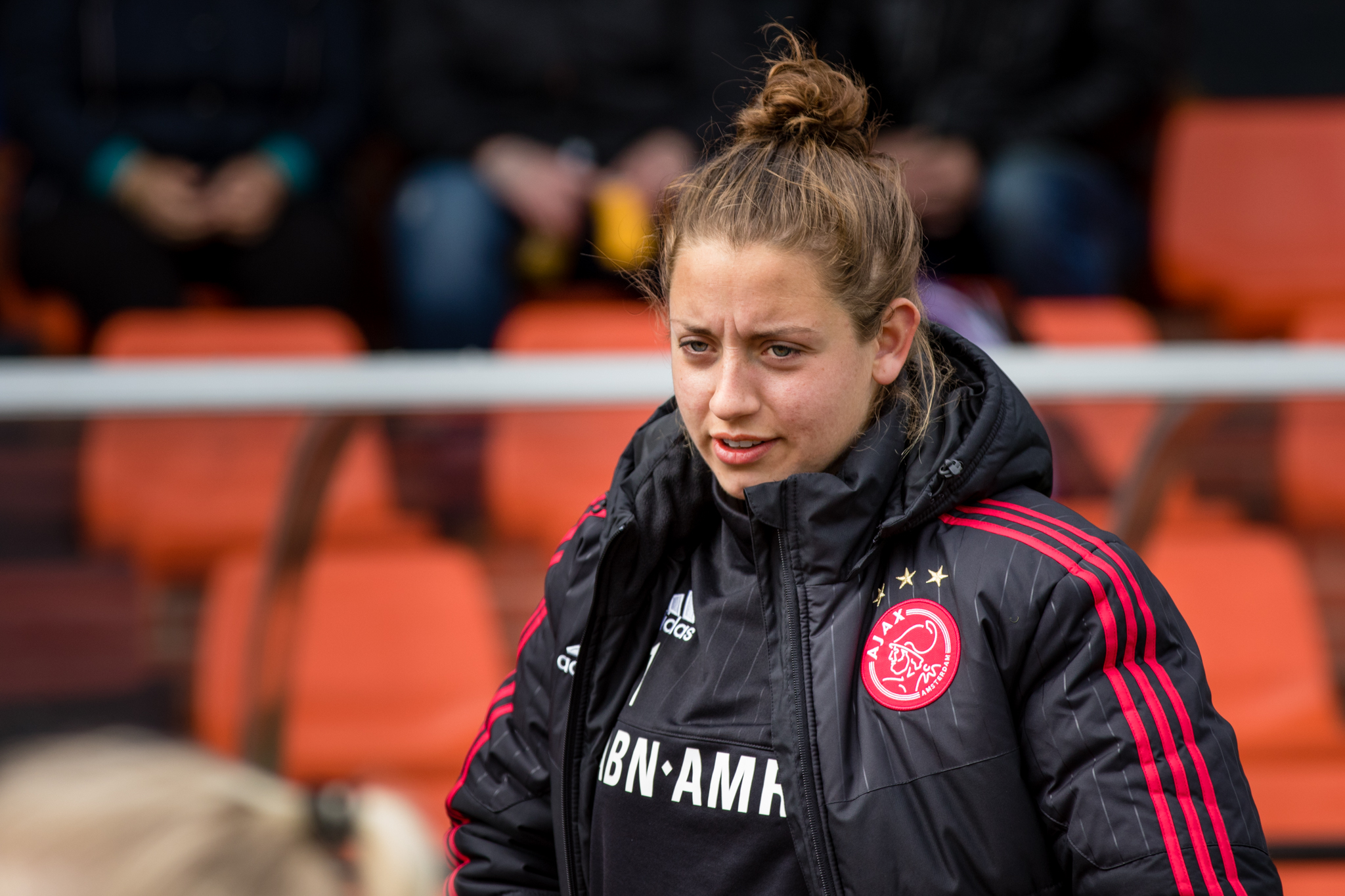
Du Ry in 2016

Du Ry begon haar voetbalcarrière bij Sporting Martinus in 1998. Ze speelde daar acht jaar in gemengde elftallen. Van 2006 tot 2008 speelde ze voor SC Buitenveldert en daarna nog een jaar voor Ter Leede. In 2009 maakte ze de overstap naar ADO Den Haag om te gaan spelen in de Eredivisie Vrouwen.
Aanvankelijk was Du Ry bij ADO tweede doelvrouw achter Petra Dugardein, maar toen zij halverwege het seizoen 2010/11 stopte met voetbal promoveerde Du Ry tot basisspeler. Na twee jaar vertrok ze alweer bij Den Haag. Ditmaal naar het buitenland, om te gaan spelen voor de Belgische voetbalclub Standard Luik. Met de Belgen won ze in 2011 de BeNe SuperCup. Amper een half jaar later vertrok Du Ry bij de club. Kort daarop vond ze in FC Zwolle een nieuwe club. Ze maakte daar het seizoen 2011/12 af als eerste doelvrouw, waarna ze in de zomer van 2012 opnieuw van club verwisselde. Ditmaal vertrok ze naar AFC Ajax. In het seizoen 2013/14 won ze met Ajax de KNVB beker.

## Statistieken
| Seizoen | Club          | Land      | Competitie            | Wedstrijden | Doelpunten |
| ------- | ------------- | --------- | --------------------- | ----------- | ---------- |
| 2010/11 | ADO Den Haag  | Nederland | Eredivisie            | 8           | 0          |
| 2011/12 | Standard Luik | België    | Eerste klasse         | 9           | 0          |
| 2011/12 | FC Zwolle     | Nederland | Eredivisie            | 7           | 0          |
| 2012/13 | AFC Ajax      | Nederland | BeNe League Orange    | 12          | 0          |
| 2012/13 | AFC Ajax      | Nederland | Women's BeNe League A | 10          | 0          |
| 2013/14 | AFC Ajax      | Nederland | Women's BeNe League   | 1           | 0          |
| 2014/15 | AFC Ajax      | Nederland | Women's BeNe League   | 11          | 0          |
| 2015/16 | AFC Ajax      | Nederland | Eredivisie            | 7           | 0          |
| Totaal  | Totaal        | Totaal    | Totaal                | 65          | 0          |